# Championnat d'Angleterre de football 1938-1939
Navigation
Édition précédente Édition suivante
La 47e édition du championnat d'Angleterre de football est remportée par Everton. 
C’est le cinquième titre du club de Liverpool. Il rejoint ainsi Arsenal.
Seuls Aston Villa et Sunderland ont fait mieux avec six titres de champions.
Wolverhampton Wanderers est deuxième. Charlton Athletic complète le podium. 
Le système de promotion/relégation reste en place: descente et montée automatique, sans matchs de barrage pour les deux derniers de première division et les deux premiers de deuxième division. Birmingham City et Leicester City descendent en deuxième division. Ils sont remplacés pour la saison 1946/47 par Blackburn Rovers et Sheffield United.
Tommy Lawton, joueur d'Everton, avec 35 buts, termine meilleur buteur du championnat pour la deuxième année consécutive.

## Les clubs de l'édition 1938-1939
| Club                                  | Ville          |
| ------------------------------------- | -------------- |
| Arsenal Football Club                 | Londres        |
| Aston Villa Football Club             | Birmingham     |
| Birmingham City Football Club         | Birmingham     |
| Blackpool Football Club               | Blackpool      |
| Bolton Wanderers Football Club        | Bolton         |
| Brentford Football Club               | Londres        |
| Charlton Athletic Football Club       | Londres        |
| Chelsea Football Club                 | Londres        |
| Derby County Football Club            | Derby          |
| Everton Football Club                 | Liverpool      |
| Huddersfield Town Football Club       | Huddersfield   |
| Grimsby Town Football Club            | Newcastle      |
| Leeds United Football Club            | Leeds          |
| Leicester City Football Club          | Leicester      |
| Liverpool Football Club               | Liverpool      |
| Manchester United Football Club       | Manchester     |
| Middlesbrough Football Club           | Middlesbrough  |
| Portsmouth Football Club              | Portsmouth     |
| Preston North End Football Club       | Preston        |
| Stoke City Football Club              | Stoke-on-Trent |
| Sunderland Association Football Club  | Sunderland     |
| Wolverhampton Wanderers Football Club | Wolverhampton  |

## Compétition

### Classement
Le classement est établi sur le barème de points classique (victoire à 2 points, match nul à 1, défaite à 0).
| Rang | Équipe                  | Pts | J  | G  | N  | P  | Bp | Bc | Diff |
| ---- | ----------------------- | --- | -- | -- | -- | -- | -- | -- | ---- |
| 1    | Everton                 | 59  | 42 | 27 | 5  | 10 | 88 | 52 | +36  |
| 2    | Wolverhampton Wanderers | 55  | 42 | 22 | 11 | 9  | 88 | 39 | +49  |
| 3    | Charlton Athletic       | 50  | 42 | 22 | 6  | 14 | 75 | 59 | +16  |
| 4    | Middlesbrough           | 49  | 42 | 20 | 9  | 13 | 93 | 74 | +19  |
| 5    | Arsenal                 | 47  | 42 | 19 | 9  | 14 | 55 | 41 | +14  |
| 6    | Derby County            | 46  | 42 | 19 | 8  | 15 | 66 | 55 | +11  |
| 7    | Stoke City              | 46  | 42 | 17 | 12 | 13 | 71 | 68 | +3   |
| 8    | Bolton Wanderers        | 45  | 42 | 15 | 15 | 12 | 67 | 58 | +9   |
| 9    | Preston North End       | 44  | 42 | 16 | 12 | 14 | 63 | 59 | +4   |
| 10   | Grimsby Town            | 43  | 42 | 16 | 11 | 15 | 61 | 69 | -8   |
| 11   | Liverpool               | 42  | 42 | 14 | 14 | 14 | 62 | 63 | -1   |
| 12   | Aston Villa             | 41  | 42 | 16 | 9  | 17 | 71 | 60 | +11  |
| 13   | Leeds United            | 41  | 42 | 16 | 9  | 17 | 59 | 67 | -8   |
| 14   | Manchester United       | 38  | 42 | 11 | 16 | 15 | 57 | 65 | -8   |
| 15   | Blackpool               | 38  | 42 | 12 | 14 | 16 | 56 | 68 | -12  |
| 16   | Sunderland              | 38  | 42 | 13 | 12 | 17 | 57 | 67 | -10  |
| 17   | Portsmouth              | 37  | 42 | 12 | 13 | 17 | 47 | 70 | -23  |
| 18   | Brentford               | 36  | 42 | 14 | 8  | 20 | 53 | 74 | -21  |
| 19   | Huddersfield Town       | 35  | 42 | 12 | 11 | 19 | 58 | 64 | -6   |
| 20   | Chelsea                 | 33  | 42 | 12 | 9  | 21 | 64 | 80 | -16  |
| 21   | Birmingham City         | 32  | 42 | 12 | 8  | 22 | 62 | 84 | -22  |
| 22   | Leicester City          | 29  | 42 | 9  | 11 | 22 | 48 | 82 | -34  |

|  | Champion d'Angleterre |
|  | Relégation            |

## Bilan de la saison
| Tableau d'Honneur                    |            |
| Compétition                          | Vainqueur  |
| Championnat d'Angleterre de football | Everton    |
| Coupe d'Angleterre de football       | Portsmouth |
| Charity Shield                       | Arsenal    |

| Promotions et relégations |                                   |
| Promus                    | Blackburn Rovers Sheffield United |
| Relégués                  | Birmingham City Leicester City    |

## Statistiques

### Meilleur buteur
- Tommy Lawton, Everton, 35 buts